# Keep Yourself Alive
Keep Yourself Alive è il singolo di debutto del gruppo musicale britannico Queen. Scritta dal chitarrista Brian May, è la prima traccia del primo album del gruppo, Queen.
Venne scelto dal gruppo stesso (e non dalla casa discografica come normalmente accade) come primo singolo estratto dall'album, insieme al lato B Son and Daughter.

## Descrizione
Brian May scrisse il brano dopo che la band si era già formata, ma prima che John Deacon si unisse al gruppo (questo fatto è conosciuto grazie a Barry Mitchell, precedente bassista della band). Secondo quanto detto da May in uno speciale alla radio per il loro album News of the World, egli aveva scritto il testo della canzone pensandolo in senso ironico, ma quando venne cantata da Freddie Mercury il senso venne completamente stravolto.
La prima versione di Keep Yourself Alive, registrata ai De Lane Lea Studios, risale all'estate del 1971. Fu prodotta da Louie Austin e comprende un'introduzione di Brian May, suonata sulla sua chitarra acustica. Tutti gli elementi del brano erano già presenti. Questa versione demo rimane la preferita di Brian May.
In seguito, quando si trattò di lavorare alla versione definitiva per l'album presso i Trident Studios, i Queen tentarono di riprodurre nello stesso modo Keep Yourself Alive. La versione mixata da Mike Stone fu l'unica accettata dal gruppo e l'unica pubblicata come singolo. In questa nuova versione le armonie vocali nei cori sono tutte di Freddie Mercury (in multi-tracking), mentre Brian May - a differenza delle registrazioni precedenti e dei live in cui anche questa parte è eseguita da Mercury - canta il verso: «No, I just think I'm two steps nearer to my grave» ("No, penso solo che sto a due passi più vicino alla mia tomba"); il verso precedente («Do you think you're better every day?» "Pensi di essere migliore ogni giorno?") è invece cantato da Roger Taylor. In questa registrazione non viene utilizzata la chitarra acustica, mentre nella trascrizione per chitarra pubblicata dalla EMI sono presenti almeno sette parti di chitarra elettrica, ognuna delle quali usa un notevole effetto di phasing.

## Pubblicazione
La EMI pubblicò Keep Yourself Alive come singolo nel Regno Unito il 6 luglio 1973, una settimana prima dell'uscita di Queen. Pochi mesi dopo, il 9 ottobre, l'Elektra Records lo pubblicò negli Stati Uniti d'America. Tuttavia fu passato raramente dalle emittenti radiofoniche, passando del tutto inosservato sia nel Regno Unito che negli Stati Uniti.. Pare che ciò avvenne a causa dell'intro della canzone, ritenuto troppo lungo dalle radio per essere passato.
Il singolo ottenne più successo qualche anno dopo, quando ne fu pubblicata una nuova versione (denominata "Long-Lost Retake") il 15 luglio 1975 negli USA, con Lily of the Valley e God Save the Queen incluse come b-side. Questa nuova versione del brano rimase inedita su album fino al 2011, quando venne inserito come bonus track nell'edizione deluxe dell'album A Night at the Opera.

## Esecuzioni dal vivo
I Queen, appena formatisi, aggiunsero subito Keep Yourself Alive alla scaletta dei concerti. Mercury affermò che il brano "era un ottimo modo per spiegare alla gente cosa stessero facendo i Queen in quel periodo". La versione dal vivo comprendeva un verso cantato da Roger Taylor ed un suo assolo di batteria; Mercury solitamente cantava il verso «all you people keep yourself alive» al posto di «it'll take you all your time and a money honey you'll survive», ripetuto più volte nella versione contenuta nell'album.
Keep Yourself Alive ha fatto parte della scaletta della band fino ai primi anni ottanta. Nei tour del 1980 e 1981 i Queen eseguivano, prima dell'inizio del brano, una jam session improvvisata, poi chiudevano con un assolo di batteria - che si trasformava in assolo di timpani - di Roger Taylor, seguito da un assolo di chitarra di Brian May, prima di chiudere con il finale di Brighton Rock oppure con un medley di Flash Gordon (Battle Theme, Flash e The Hero).
Il brano, dopo essere stato escluso dalla scaletta dell'Hot Space Tour (1982), venne eseguito per l'ultima volta dal vivo dalla band in occasione del The Works Tour (1984-1985), come parte di un medley di vecchi brani, assieme a Somebody to Love, Killer Queen, Seven Seas of Rhye e Liar.

## Tracce
7" (Regno Unito)
- Lato A

1. Keep Yourself Alive – 3:47

- Lato B

1. Son and Daughter – 3:23

7" (Stati Uniti)
- Lato A

1. Keep Yourself Alive (Long-Lost Retake) – 4:04

- Lato B

1. Lily of the Valley – 1:45
2. God Save the Queen – 1:15

## Formazione
- Freddie Mercury – voce
- Brian May – chitarra elettrica, cori e seconda voce
- John Deacon – basso
- Roger Taylor – batteria, cori e seconda voce